# Neoempheria tropica
Neoempheria tropica är en tvåvingeart som först beskrevs av Carl Ludwig Doleschall 1857.  Neoempheria tropica ingår i släktet Neoempheria och familjen svampmyggor. Inga underarter finns listade i Catalogue of Life.